# Vela solar

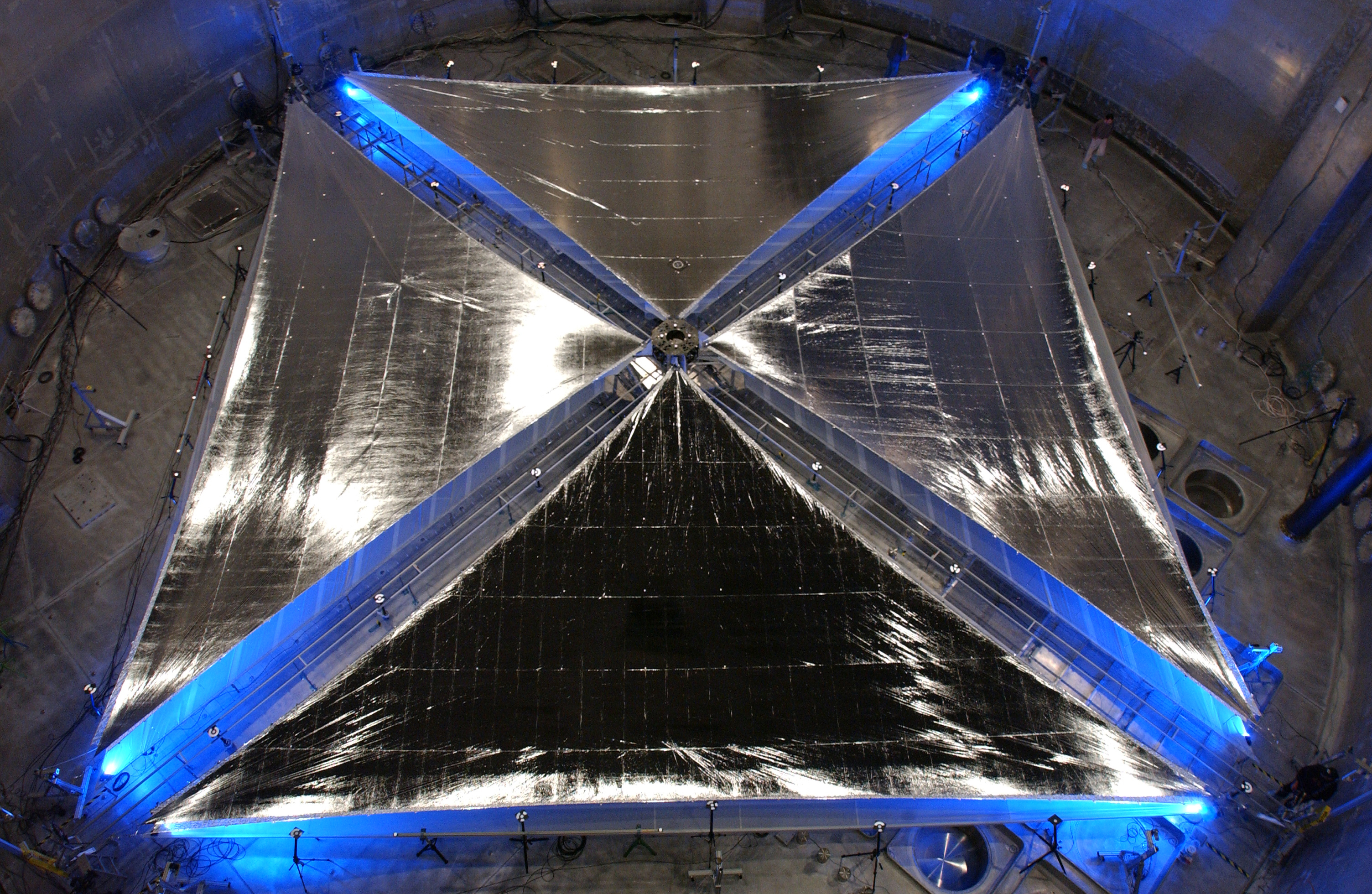
Prototip de vela solar de 20 metres, desenvolupat per la NASA.

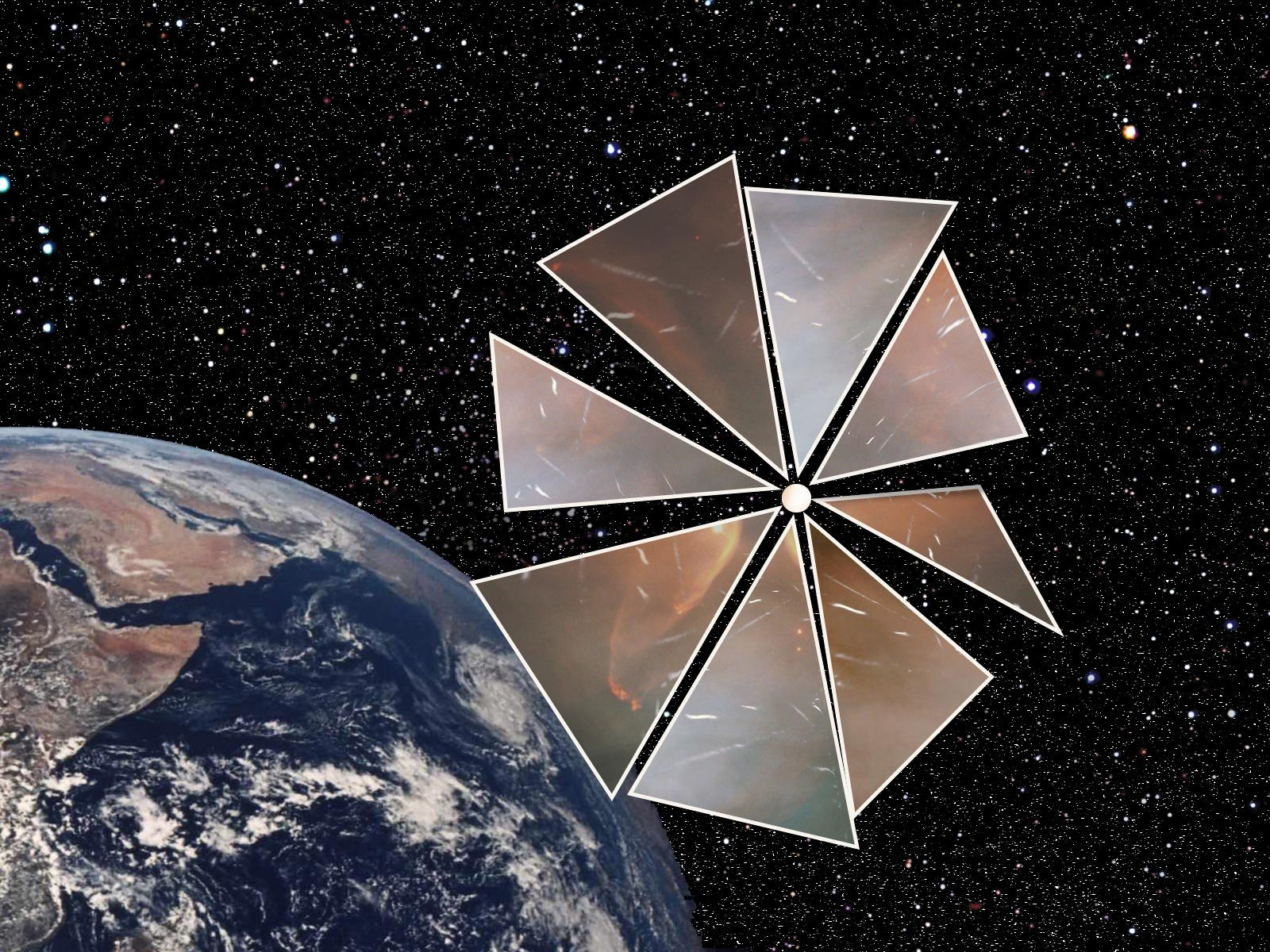
Visió artística d'una nau del tipus Cosmos 1 en òrbita

Una vela solar és un mètode de propulsió per sondes i naus espacials alternatiu o complementari a l'ús de motors. Les veles solars capten empenyiments produïts per fonts externes a la mateixa nau, de manera que aquesta no necessita transportar ni motor ni combustible, alleugerint considerablement el pes de la nau, i podent aconseguir així majors velocitats. En funció de la font d'impuls que pretenguin captar, les veles solars es classifiquen en dos grans grups:
- Veles de fotons o fotòniques, consistents en una gran superfície composta per una o diverses làmines reflectores molt lleugeres, capaces d'aprofitar la pressió lumínica de la radiació solar per obtenir impuls. A més de fotons d'origen solar, les veles es poden dissenyar per aprofitar qualsevol altre tipus d'ones electromagnètiques generades per l'home, com ara raigs làser o microones.
- Veles de plasma. A diferència de les veles fotòniques, consisteixen en grans malles o xarxes en què es genera un camp elèctric o magnètic capaç d'interceptar el plasma del vent solar per obtenir impuls. En funció del camp que generin, aquestes veles es denominen veles magnètiques o veles elèctriques.

A causa de l'escassa potència que ofereixen les veles solars, les naus propulsades per aquest mètode necessiten ser llançades a l'espai per un coet convencional. Fora ja de l'atmosfera terrestre, la seva acceleració és molt lenta, podent trigar més d'un dia a augmentar la seva velocitat en 100 km / h., però, a diferència dels coets, l'empenta sobre una vela s'aplica de forma ininterrompuda, de manera que amb el temps una sonda proveïda de veles pot arribar a velocitats molt superiors a les obtingudes mitjançant els actuals sistemes de propulsió espacial.
Les veles solars porten poc temps en desenvolupament, i fins ara només s'ha aconseguit llançar amb èxit la sonda Ikaros, parcialment impulsada per aquest mètode, però al començament del segle XXI diverses agències espacials treballen en aquesta tecnologia.

## Història

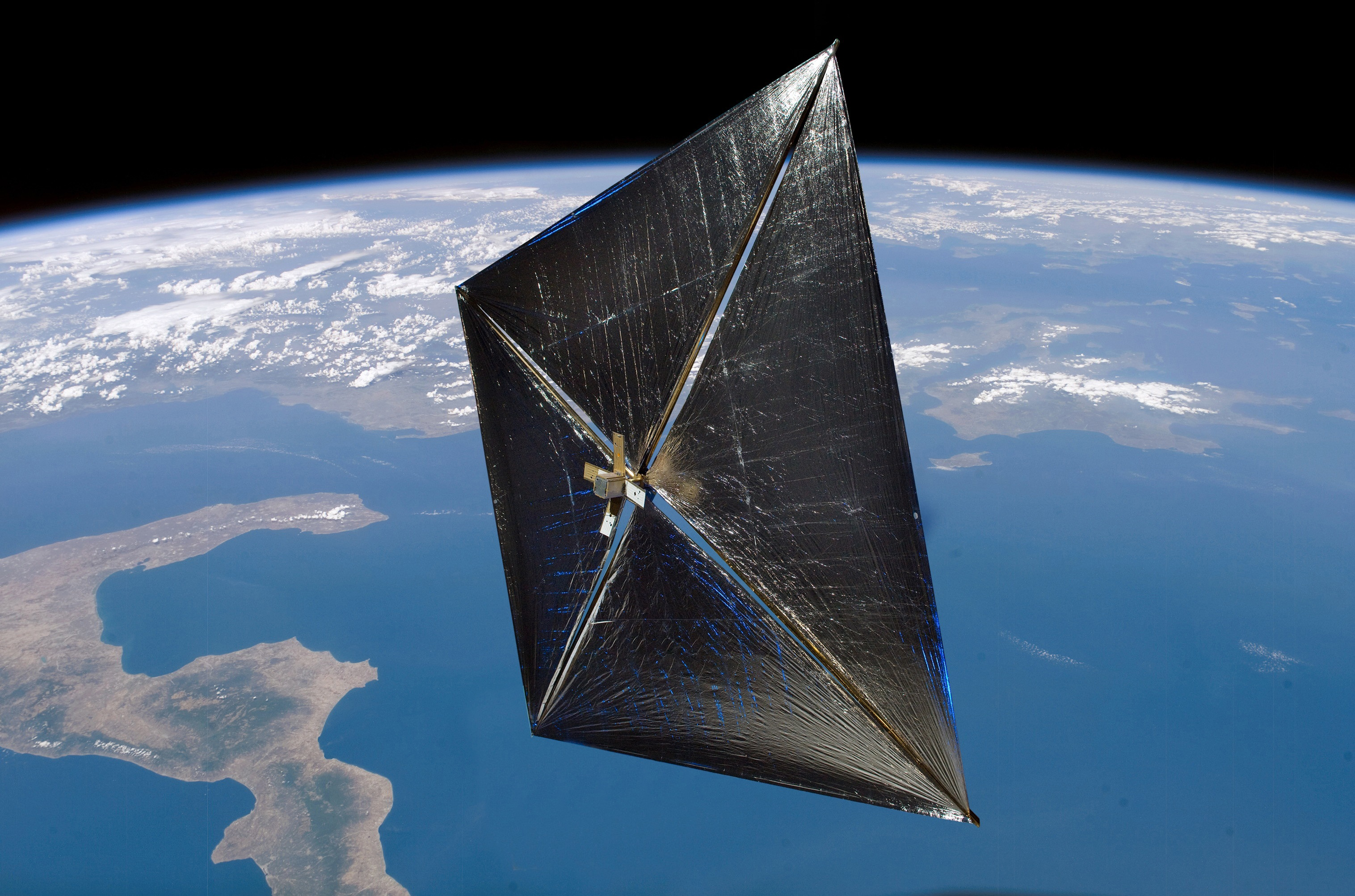
Representació de la NanoSail-D, desplegada amb èxit per la NASA el gener de 2011.

L'efecte de la pressió solar va ser assenyalat per primera vegada al segle xvii per l'astrònom Johannes Kepler, en observar que la cua dels cometes sempre apuntava en la direcció oposada al Sol, deduint que aquest havia de generar algun tipus de força de repulsió. Aquesta força va ser calculada en 1873 per James C. Maxwell en la seva teoria de l'electromagnetisme, segons la qual, la llum havia d'exercir una pressió sobre els objectes. Aquesta predicció va ser confirmada experimentalment el 1899 per Piotr Lebedev.
Va ser el mateix Kepler el primer a suggerir la idea de dissenyar naus espacials per aprofitar aquesta energia, però va caldre esperar fins al segle xx perquè la comunitat científica reprengués el concepte de vela solar. Els primers a fer-ho van ser els soviètics, concretament el físic rus Konstantín Tsiolkovski, i en especial l'enginyer lituà Friedrich Zander, que ja el 1924 va estudiar la possibilitat de realitzar viatges interplanetaris mitjançant veles solars. El concepte es va anar refinant gradualment durant les següents dècades, i el 1951 es va publicar el primer article tècnic sobre veles solars: "Clipper Ships of Space" (velers de l'espai), signat sota pseudònim per l'enginyer aeronàutic Carl A. Wiley. Transcorrerien encara 7 anys més fins que un treball sobre veles solars aparegués en una revista científica, el que va succeir finalment el 1958 a la revista "Jet Propulsion". L'article va ser escrit pel Dr Richard gamin, consultor del Departament de Defensa dels Estats Units. A mitjans dels anys 60 la NASA va començar a investigar en el camp de les veles solars, i des de llavors l'avanç tecnològic i l'aparició de materials ultralleugers com el PET d'orientació biaxial (boPET) han revifat l'interès per aquesta tecnologia.
El 1960 la pressió solar va demostrar per primera vegada la seva influència real sobre els objectes en l'espai "jugant a futbol" amb el satèl·lit Echo 1: un gran globus metal·litzat de gran àrea i poc pes al qual va empènyer fins a destrossar la seva fina tela, dispersant les restes per l'espai. Coneixedores de tal efecte, les sondes Mariner 10 el 1974 i la MESSENGER el 2004, ambdues amb destinació al planeta Mercuri, van estalviar combustible utilitzant la pressió solar per controlar la seva orientació. Els satèl·lits indis de comunicacions INSAT 2A i 3A, així com els més moderns Inmarsat-4 de la sèrie europea Eurostar E3000, ja es dissenyen amb panells reflectants per controlar la seva orientació per aquest mètode.
La primera proposta en ferm per crear una nau propulsada per veles solars va ser promoguda a la fi dels anys 1970 pel doctor Louis Friedman, del JPL de la NASA. Es pretenia enviar una sonda a la trobada del cometa de Halley, però després d'un any d'estudis es va considerar que la tecnologia no estaria disponible a temps, i el programa va ser finalment cancel·lat.
Entre els anys 1979 i 1982 es creen tres organitzacions dedicades a la navegació mitjançant veles solars: la  World Space Foundation (WSF) als Estats Units, la  Union pour la Promotion de la Propulsion Photonique (l'U3P) a França, i la Solar Sail Union of Japan (SSSJ) al Japó. El 1998 s'inicia un treball conjunt entre l'Agència Espacial Europea (ESA) i el Centre aeroespacial alemany (DLR) per desenvolupar la tecnologia de les veles solars.
La NASA ha considerat organitzar una competició per aconseguir el punt de Lagrange L1 per mitjà de veles solars, i entre 2001 i 2005 va assajar amb èxit desplegaments de veles a escala en cambres de buit. Segons l'equip encarregat del projecte, aquests dissenys poden escalar fins a models de 150 m de costat, i a partir de 2010 podria plantejar-se un llançament de prova.

### Llançaments orbitals

#### Desplegament

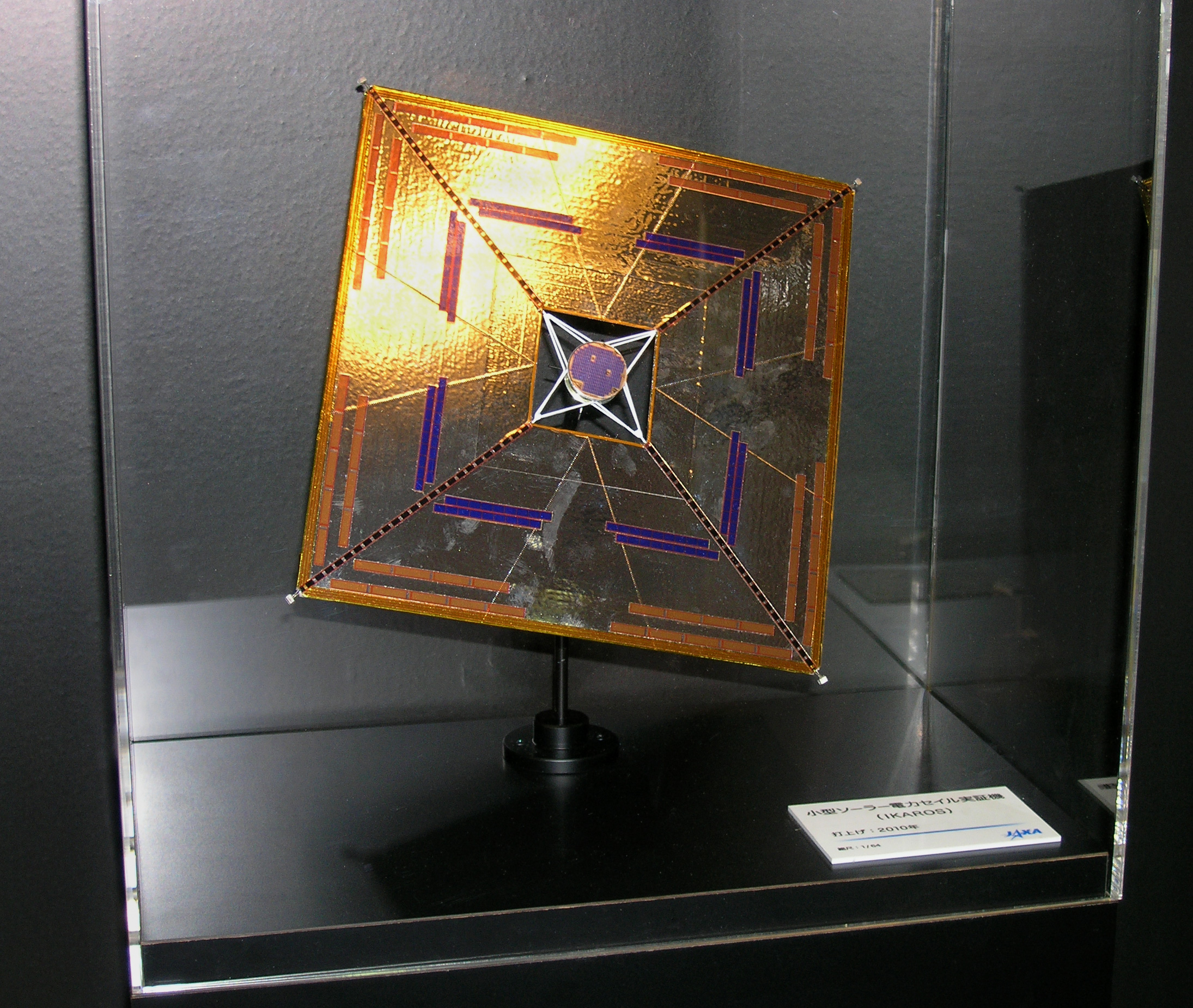
Model de l'IKAROS al 61è congés internacional d'astronàutica el 2010

El 4 de febrer de 1993, l'Agència Espacial Russa va aconseguir desplegar amb èxit des de l'estació MIR el  Znamya 2, un reflector de boPET aluminiat de 20 metres d'amplada. No obstant això, l'experiment només va consistir a provar el desplegament, i no la propulsió, de manera que el reflector, incapaç de controlar la seva direcció, es va cremar a l'atmosfera terrestre. Un segon assaig posterior, denominat Znamaya 2.5, va finalitzar en fracàs, i el 1999 l'agència russa va abandonar el programa.
Més recentment, el 9 d'agost de 2004 l'Agència Espacial Japonesa va desplegar amb èxit dos prototips de vela solar des d'un coet: una amb forma de trèvol a 122 km d'altura, i una desplegada en ventall a 169 km. Ambdues van utilitzar una làmina de 7,5 micres de gruix. Igual que en el cas rus, l'experiment va ser només un assaig de desplegament, i no una prova de propulsió.
El 21 de febrer de 2006, de nou la JAXA va llançar conjuntament amb el satèl·lit ASTRO-F una vela solar de 15 metres de diàmetre que només es va desplegar parcialment. Posteriorment, el 20 de maig de 2010 va llançar conjuntament amb el satèl·lit PLANET-C una nova vela, de 20 m de diàmetre, anomenada Ikaros, que es va desplegar correctament.
El gener de 2011 la NASA va aconseguir per primera vegada desplegar amb èxit una vela solar en òrbita amb el segon minisatèl·lit NanoSail-D, també denominat "NanoSail-D2 ".

#### Propulsió
Fins avui no s'ha aconseguit llançar amb èxit cap nau amb veles solars com a sistema de propulsió primari, excepte la sonda Ikaros, llançada al maig de 2010, parcialment impulsada per una vela de 20m de costat. El primer intent per utilitzar una vela solar com a propulsor va ser un projecte conjunt entre la Societat Planetària, el Cosmos Studios i l'Acadèmia Russa de les Ciències; des d'un submarí soviètic, el 21 de juny de 2005 es va efectuar el llançament d'un coet tipus Volna, portant un satèl·lit denominat Cosmos 1 en honor de Carl Sagan. Malauradament, una fallada en el coet va impedir que el satèl·lit aconseguís la seva òrbita. El 2020 la societat planetària té previst llançar una nova vela solar que intentarà demostrar que aquesta tecnologia és factible, aquesta vela anirà seguida d'altres dues que sortiran de l'òrbita terrestre.
Un altre equip compost pel Marshall Space Flight Center i l'Ames Research Center de la NASA va intentar llançar el 2 d'agost de 2008 la sonda NanoSail-D, de 4,5 kg de pes, amb una vela de plàstic aluminiat de 9,3 m² de superfície. Igual que succeí tres anys abans amb el Cosmos 1, el coet va fallar.

## Principi físic

### Fotons
La mecànica quàntica va introduir el concepte de la Dualitat ona-partícula, segons el qual no hi ha diferències fonamentals entre partícules i ones: les partícules poden comportar-se com ones, i viceversa. Totes les ones electromagnètiques, ja siguin lluminoses, microones, o de qualsevol altre tipus, poden considerar-se per tant raigs de fotons. Tot i que els fotons no tenen massa en repòs, la Teoria de la relativitat, resumida en la famosa equació {\displaystyle E=mc^{2}}, estableix que cada vegada que l'energia es mou d'un lloc a un altre, es comporta en part com si s'estigués movent una massa.
La quantitat de moviment o moment lineal d'una partícula es defineix com el producte de la seva massa per la seva velocitat, però aplicant la mecànica relativista, la massa d'una partícula varia amb la velocitat i, per tant, la fórmula {\displaystyle p=mv} (on {\displaystyle p} és el moment lineal, {\displaystyle m} la massa i {\displaystyle v} la velocitat) ha d'incloure el factor de Lorentz, escrivint llavors {\displaystyle p=\gamma mv}.
A l'espai buit els fotons es mouen a la velocitat de la llum {\displaystyle c}, pel que si s'aïlla la massa en l'equació d'Einstein i s'introdueix en l'equació del moment lineal, s'obté que l'energia {\displaystyle E} i moment lineal {\displaystyle p} d'aquestes partícules estan relacionades mitjançant l'expressió:
{\displaystyle \ E=c\cdot p}
Cada fotó té una energia directament proporcional a la freqüència de l'ona associada, definida per la fórmula:
{\displaystyle E=h\cdot \nu }
on {\displaystyle E} és l'energia del fotó, {\displaystyle h} és la constant de Planck (de valor {\displaystyle h} = 6,626 x 10  -34  J·s), i {\displaystyle \nu } és la freqüència de l'ona.
Combinant aquestes dues equacions, s'obté que el moment lineal del fotó {\displaystyle p} depèn únicament de la freqüència de l'ona, segons la fórmula:
{\displaystyle p={\frac {h\cdot \nu }{c}}}
D'altra banda, la longitud d'ona {\displaystyle \lambda } i la freqüència d'oscil·lació {\displaystyle \nu } estan relacionades per una constant, la velocitat de la llum en el buit (c), segons la fórmula:
{\displaystyle c=\lambda \cdot \nu }
Pel que el moment lineal d'un fotó es pot definir també com:
{\displaystyle p={\frac {h}{\lambda }}}
Per tant, a major longitud d'ona, menor serà l'energia i moment lineal del fotó. Quan un fotó és reflectit per una superfície, aquest torna a la mateixa velocitat, però amb una longitud d'ona lleugerament major, el que equival a cedir part de la seva energia (o, cosa que és el mateix, moment lineal) a la superfície impactada. És aquest moment lineal el que impulsa la nau.
El moment lineal d'un fotó és realment petit: observant la primera fórmula, veiem que és l'energia del fotó dividida per la velocitat de la llum. La irradiància als voltants de l'òrbita terrestre és de 1.366 W/m², el que origina una empenta de 4,7 μN/m².

### Plasma
A causa de les temperatures extremes del sol, gran part de la matèria de l'atmosfera o corona solar està disgregada en forma de plasma, un gas de partícules ionitzades que en el cas de la nostra estrella està compost en un 95% per protons i electrons. Part d'aquest plasma és expulsat cap a l'exterior generant l'anomenat vent solar, que es desplaça a velocitats
al voltant dels 350 km/s. Tot i que les partícules de vent solar són molt més escasses que els fotons i viatgen 1.000 vegades més lentes que aquests, tenen una massa molt més gran, de manera que l'empenta originada per cada partícula, transmesa en forma d'energia cinètica, és més gran que l'ocasionada pels fotons. Tot i així, l'efecte del vent solar està tres ordres de magnitud per sota del produït per la pressió de radiació electromagnètica dels fotons.

## Funcionament

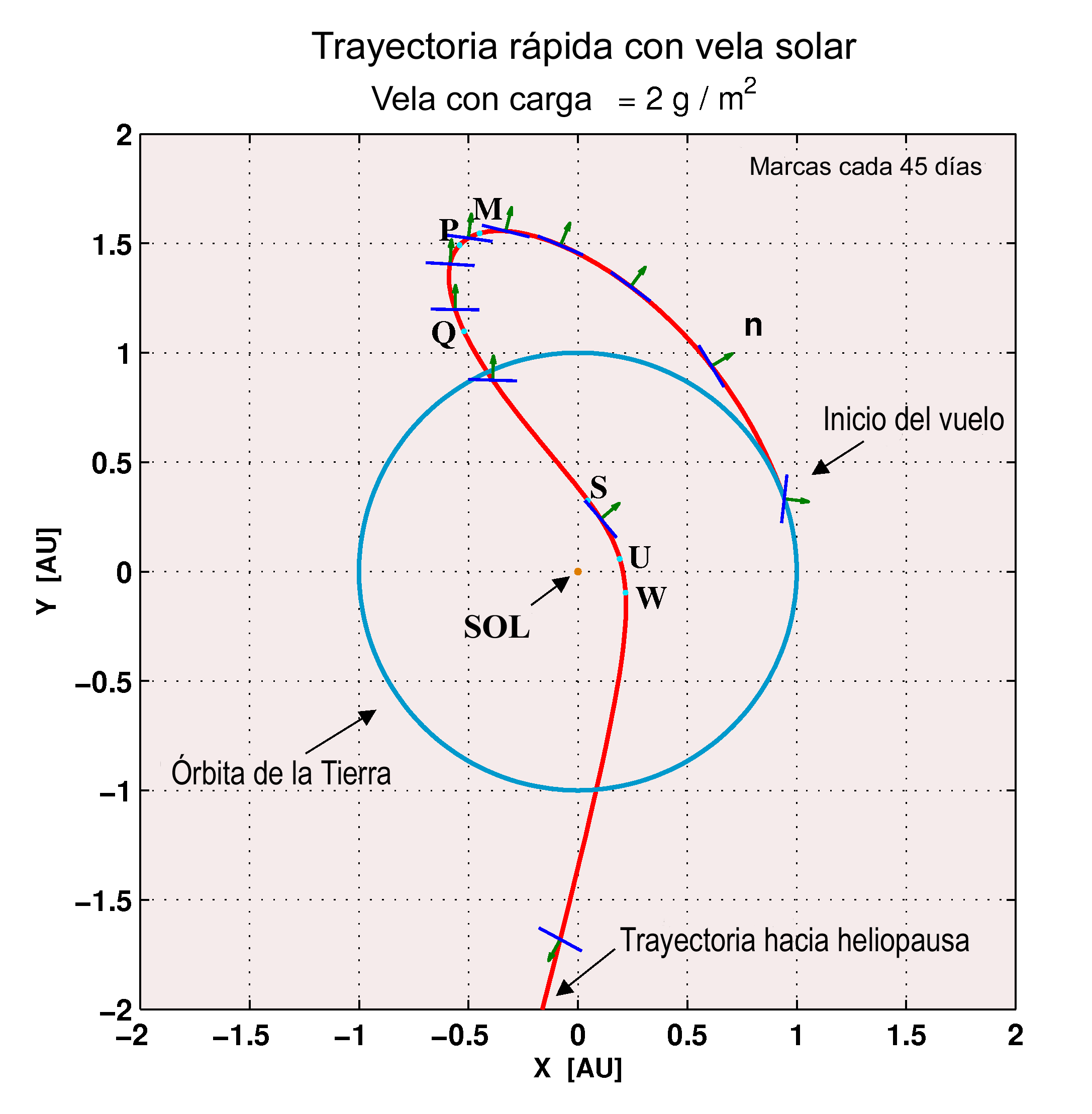
Model de trajectòria ràpida amb vela solar.

Una vela solar funciona de manera anàloga a la vela d'un vaixell: un cop llançada a l'espai, la nau desplega una gran membrana que actua a manera de mirall, reflectint els fotons provinents del Sol, el que genera un petit impuls en la direcció contrària. Com més reflectant sigui la làmina, més empenta rebrà la nau, arribant gairebé a duplicar la d'una làmina no reflectora. Ja que l'empenta es produeix en la direcció perpendicular a la vela, girant aquesta respecte al Sol, es pot modificar la trajectòria de la nau.
A causa de l'escassa empenta de la pressió solar, les veles han de ser de grans dimensions: s'estima que són necessàries veles d'entre 80 i 160 m de longitud per obtenir suficient impuls per a desplaçar una nau amb càrrega útil. Per aquest motiu, encara que el concepte de vela solar generalment fa referència a l'aprofitament de la llum del Sol, altres dissenys planegen utilitzar aquestes veles per impulsar la nau enviant energia des de la mateixa Terra, mitjançant un làser o un feix de microones. El concepte s'ha definit com "deixar el motor en terra", el que a més d'eliminar el pes del motor, elimina també el pes del combustible, que a principis del segle xxi, suposa al voltant d'un 25% del pes d'una sonda, és a dir, de la càrrega útil llançada pel coet.
Eliminar o reduir el pes del combustible pot ser una necessitat crítica en viatges tripulats a altres planetes: qualsevol sistema que necessiti transportar el seu propi combustible experimentarà un increment exponencial de pes per increments lineals de càrrega útil. A tall d'exemple, si s'hagués de transportar el combustible d'anada i tornada, una nau impulsada per coets amb destinació a Mart hauria de fer servir en el conjunt de les seves diferents etapes (llançament, viatge d'anada, llançament des de Mart, i viatge de tornada) aproximadament el 99% del seu pes només en combustible, el que dificulta i encareix enormement qualsevol exploració humana més enllà de la nostra pròpia Lluna. Encara que de moment no es pot considerar el transport d'éssers humans mitjançant veles solars, un cop desenvolupada aquesta tecnologia constituirà una alternativa sensiblement més econòmica.
La pressió de la radiació solar en l'òrbita de la Terra és d'aproximadament 10  -5  Pa, i, segons ens allunyem de la nostra estrella, decreix a raó del quadrat de la distància. Ja que l'empenta decau ràpidament amb la distància, orientar la vela directament cap al Sol per allunyar-se'n només aconseguirà disminuir l'impuls molt ràpidament i, per tant, amb aquesta estratègia no s'aconseguiran altes velocitats. De fet, s'ha calculat que qualsevol nau el pes de la qual superi el quilogram per cada 600 m² de vela acabarà descrivint una òrbita el·líptica al voltant del Sol, sense aconseguir escapar mai del sistema solar. Per això que les trajectòries idònies per aconseguir una bona propulsió impliquen orientar la vela aproximadament a 35,5 º pel que fa al Sol, de manera que l'empenta obtinguda es mantingui i s'acumuli durant més temps sense allunyar-se de l'estrella. Les millors estratègies comporten acostar-se al Sol per captar la màxima radiació possible abans d'allunyar-se definitivament, en una trajectòria similar a la mostrada en el gràfic.
L'acceleració que cal esperar en una bona vela solar és l'ordre d'1 mm/s  2 . Això és unes 60.000 vegades menys que la que proporcionen els coets al començament del segle XXI. No obstant això, en ser l'empenta constant, amb aquesta acceleració al llarg d'un any la velocitat hauria augmentat en 30 km/s, superant així la velocitat de la sonda més ràpida fins a la primera dècada del segle xxi, (la New Horizons, la velocitat màxima de la qual va arribar als 22,88 km/s). Un estudi de l'ESA conclou que una segona generació de velers solars amb més lleugeres (d'1 a 5 g / m  2 ) podria aconseguir acceleracions d'entre 1 i 3 mm/s  2 , aconseguint velocitats finals de 100 km/s o fins i tot superiors. Altres autors eleven el potencial d'aquesta tecnologia fins als 1.000 km/s.

### Limitacions
Les veles solars no són apropiades per òrbites terrestres de baixa altitud, pel fet de sofrir una forta erosió i són frenades per la molt tènue atmosfera romanent. Per aquest motiu, les naus impulsades per veles solars segueixen necessitant un coet que les posi en òrbita fora de l'atmosfera terrestre.
Els velers solars també presenten problemes de maniobrabilitat, si bé, igual que els vaixells de vela, les sondes impulsades per veles solars són capaços de viatjar en direcció oposada al Sol: la manera de fer-ho és orientar l'empenta en la direcció oposada a la marxa de la nau, i que figura a les òrbites de Hohmann. D'aquesta manera es disminueix la velocitat, el que automàticament originarà que la seva òrbita decaigui apropant-se al Sol. Igualment, es podrien calcular les trajectòries per fer ús de l'assistència gravitacional, que consisteix a aprofitar l'atracció gravitatòria dels diferents astres per canviar de direcció.
La tercera limitació és la ja esmentada escassa empenta d'aquest sistema: la transferència d'energia entre els fotons i la vela solar, és a dir, l'impuls que aquests exerceixen sobre la vela, és només una petita fracció (de l'ordre de les mil·lèsimes) de l'energia del fotó. Aquesta transmissió d'energia es manifesta per la major longitud d'ona (menor energia) amb la qual part el fotó reflectit. A una distància al Sol com la del nostre planeta, la pressió solar exercida és de només 9 μN / m  2 ; una força equivalent a uns 10 grams de pes per hectàrea.
La tecnologia de les veles solars està encara en un incipient procés de desenvolupament. Els problemes tecnològics que plantegen les veles solars a la primera dècada del segle XXI són fonamentalment:
- Fabricar les veles utilitzant un film ultrafí i ultralleuger de suficient resistència (mecànica i tèrmica);
- Empaquetar el material en espais reduïts;
- Desplegar amb èxit la vela en l'espai;
- Controlar una estructura tan massiva i lleugera alhora (estabilització d'ones estacionàries, girs).

### Controvèrsia
L'any 2003, Thomas Gold, llavors cap del departament d'astronomia de la Universitat Cornell, va liderar un debat públic que qüestionava la viabilitat de les veles solars, argumentant que la transferència de momentum o moment lineal per part de fotons era una hipòtesi no provada, i que podria violar la regla termodinàmica de Carnot, donant suport al seu discurs en un experiment que va fracassar a l'hora de mesurar la pressió solar. Aquesta crítica va ser refutada per Benjamin Diedrich, un físic del Caltech dedicat a l'estudi de les veles solars, al·legant que aquesta regla no podia aplicar-se a sistemes oberts, que l'efecte ja havia estat predit per les teories de l'electromagnetisme de Maxwell, i que l'experiment a què al·ludia feia més d'un segle obsolet. A la vegada, va aportar proves de laboratori que ho confirmaven. També James Oberg va refutar les objeccions de T. Gold, recordant que la pressió solar havia estat calculada amb èxit en multitud de satèl·lits i sondes espacials que haurien acabat milers de quilòmetres fora de ruta si les equacions utilitzades, que comptaven amb l'efecte de la pressió solar, no fossin correctes. El 9 de juliol, la JAXA va confirmar la viabilitat d'aquesta tecnologia en detectar un augment en la velocitat de la sonda Ikaros deguda a la pressió fotònica de la seva vela.

## Tipus de vela

### Veles fotòniques
Els diversos tipus de vela de fotons existents són fruit de les diferents estratègies emprades per mantenir la superfície desplegada. Hi ha dos conceptes principals: utilitzar una bastida de pals i cables, o bé fer girar la vela perquè aquesta es mantingui per efecte de la força centrífuga. Les veles que utilitzen bastida s'anomenen veles de tres eixos, i les que utilitzen la força centrífuga, veles giratòries. Les veles giratòries poden ser al seu torn de dos tipus: heliogirs o veles circulars. Aquestes tres tipologies (tres eixos, circular i heliogir) constitueixen la base de totes les veles fotòniques ideades fins ara.

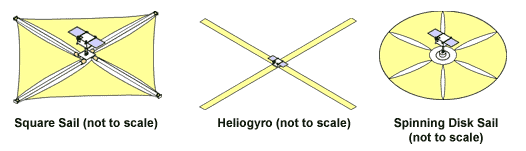
Les tres morfologies principals de vela fotònica.

- D'entre els dissenys de tres eixos, els més estudiats i provats són les veles quadrades. Aquestes veles estan suportades per quatre pals diagonals. La bastida i la nau se situen a la cara fosca, protegits de la calor i la radiació per la mateixa vela. Una altra variant de vela de tres eixos és un disseny de 1992 ideat pel Canadian Solar Sail Project, que consistia en una vela hexagonal que permetia el plegament selectiu de les seves sis làmines per canviar de direcció.[42] Les veles poden tenir a més un sistema de cables tensats units a un pal perpendicular. L'estructura resultant permet uns pals longitudinals més esvelts i lleugers.[42] Aquesta solució és la més apropiada per veles de grans dimensions. Un disseny de vela quadrada amb pal i cables tensors va ser estudiat pel JLP.[42]

- L'heliogir va ser també estudiat en la dècada dels 70 pel JLP. El model de referència, denominat heliogyro, consistia en dotze làmines plàstiques rectangulars de 7 km de longitud.[43] El sistema pretenia fer rotar les veles com les aspes d'un helicòpter, de manera que la mateixa inèrcia de gir de les veles les mantingués desplegades sense necessitat de puntals o pals i, per tant, estalviant pes. No obstant això, els càlculs van mostrar que la resistència del material utilitzat per una vela giratòria hauria de ser molt elevada, la qual cosa ocasionaria un important augment en la grossor de la làmina, fins al punt d'anul·lar la reducció de pes aconseguida per l'absència de pal. A això hi va haver d'afegir la dificultat per canviar la direcció d'un objecte giratori a causa de la inèrcia giroscòpica, de manera que el disseny es va abandonar. Tanmateix, aquest segueix oferint la solució més senzilla per al desplegament de la vela. L'heliogir també va ser estudiat pel Field Robotics Center de la universitat Carnegie Mellon[44] i pel Canadian Solar Sail Project.[43]

- La vela circular, estudiada també pel JPL,[45] està composta per làmines radials subjectes a un gran anell giratori. El Space Regatta Consorcium també ha treballat en aquesta tipologia de vela.[45] Aquest disseny permet el desplegament en ventall de la vela, possibilitat que ja ha estat provada amb èxit.

#### Impuls per làser

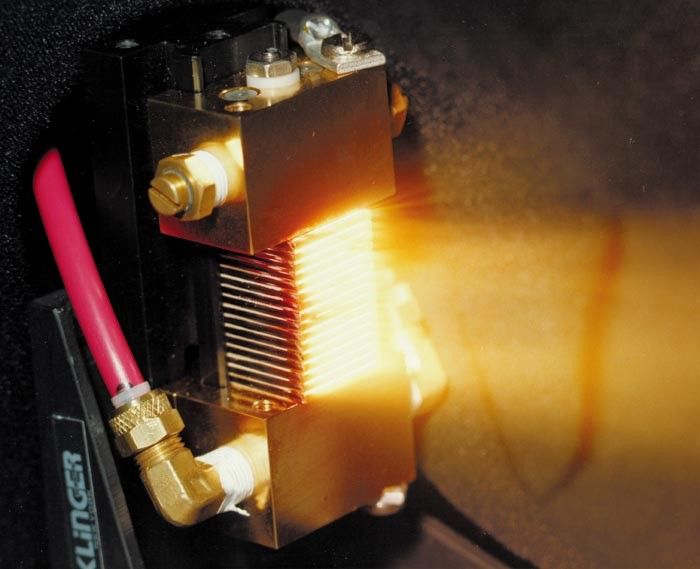
Agrupació de díodes làser.

Alguns científics consideren que la màxima velocitat assolible mitjançant impulsió fotònica és massa baixa; de l'ordre dels 10 km/s, i que la lentitud inicial d'una vela fotònica impulsada per la pressió solar penalitzaria excessivament els viatges, especialment els realitzats dins del sistema solar. Per això s'ha estudiat augmentar l'empenta enviant energia des de la Terra en forma de làser o microones. Les sondes així impulsades podrien dirigir-se directament cap al seu objectiu amb elevades velocitats inicials, escurçant sensiblement els temps de navegació. El làser té l'avantatge afegit de ser una radiació electromagnètica més monocromàtica i, per tant, és possible dissenyar reflectors més eficients que els utilitzats per llum solar, l'espectre és més ampli. Els desavantatges fonamentals de l'impuls per làser són dos:
- Temps d'impuls relativament curt. A causa de la dificultat per enfocar el feix a grans distàncies, es calcula que només seria possible impulsar la sonda durant el primer mes, tenint en compte que els períodes d'impuls serien molt breus a causa de la rotació de la Terra.[46] A més els làsers més eficients, els de díode (amb eficiències energètiques de fins al 50%,[48] molt més grans que els altres tipus de làser) són menys monocromàtics,[49] el que provoca que el raig pateixi un major efecte de dispersió en travessar l'atmosfera, disminuint així la seva capacitat per concentrar l'energia sobre la superfície de la vela i, per tant, perdent efectivitat ràpidament a mesura que la sonda s'allunya, llevat que sigui llançat des de fora de l'atmosfera, com a partir d'un satèl·lit.
- La ineficiència energètica. El làser té l'agreujant que l'energia utilitzada no seria "gratuïta" com en el cas dels fotons solars. Per donar una idea de la petita magnitud de l'impuls obtingut mitjançant aquest mètode, s'ha calculat que es necessitaria un làser d'aproximadament 1,2 GW de potència per fer levitar un esquirol.[35] Això és aproximadament l'energia que consumeix un poble de 3.000 habitants. A més, si s'envia el raig des de la superfície terrestre, cal comptar amb pèrdues per dispersió i absorció atmosfèriques al voltant del 20%.[49]

Per esmenar aquests problemes s'han proposat diverses solucions, pertanyents de moment al terreny de l'especulació. Per allargar el temps d'impuls s'ha suggerit la utilització de grans lents Fresnel que reenfoquen el raig làser a partir de certa distància. Aquestes lents podrien situar al llarg de rutes predefinides cap a destinacions específiques, o fins i tot s'ha proposat que la mateixa nau portés amb si algunes d'aquestes lents per desplegar a intervals regulars durant el seu recorregut. També s'ha suggerit emprar un làser en òrbita per millorar la precisió, reduir pèrdues, i prolongar els períodes d'impuls. Pel que fa a l'eficiència s'ha argumentat que, en teoria, és possible augmentar fins a unes 1.000 vegades l'eficiència del làser, si es fan rebotar repetidament els fotons en un segon mirall que els redirigeixi novament al primer, creant així un sistema tancat que esgoti l'energia de cada feix de llum enviat.
La tecnologia en la primera dècada del segle XXI és incapaç d'abordar les enormes dificultats que plantegen aquestes solucions, però no són descartables en un futur a mitjà o llarg termini. Tanmateix, i malgrat aquests inconvenients, els làsers podrien tenir utilitat per ajudar a frenar una nau en retorn: ja que la lentitud de les veles és la mateixa a l'hora d'accelerar o desaccelerar, una vela que tornés veloçment, i ja propera, podria aprofitar l'empenta puntual d'un làser per aturar-se.

#### Impuls per microones
Les veles impulsades per microones tot just s'han començat a estudiar, però constitueixen una de les alternatives més prometedores a mitjà termini per aconseguir altes velocitats. Tot i que les microones tenen una dispersió més gran que els raigs làser, el que implica una menor distància i durada del període d'impuls, són lleugerament més fàcils de controlar, i no són tan destructives per a les veles. Seguint el mateix concepte del làser, s'han plantejat veles impulsades per feixos de microones generades mitjançant un màser.
La NASA va començar a interessar-se en la transmissió espacial d'energia mitjançant microones el 1980, encara que no amb intenció d'impulsar una sonda. El primer disseny teòric de vela de microones va ser concebut pel físic Robert L. Forward cinc anys després, el 1985. La sonda, batejada com "Starwisp", disposaria d'una vela formada per una malla de fils d'alumini amb una separació de 3 mm; suficient per fer rebotar les microones enviades. El disseny, a cavall entre la ciència i la ciència-ficció, estaria impulsat per una gegantesca antena de 56 GW de potència, i segons els càlculs inicials, podria impulsar la vela a un 5% o un 10% de la velocitat de la llum. No obstant això, el mateix Forward admetria més tard que el seu disseny inicial de malla d'alumini no funcionaria a causa de la intensa calor generada per les microones. Diversos estudis han arribat a la conclusió que el millor material per una vela d'aquest tipus és el carboni. A aquestes veles se les anomena veles grises per diferenciar-les de les veles reflectants, ja que el seu funcionament no rau a reflectir els fotons sinó en absorbir, irradiant posteriorment la seva energia. Altres dissenys alternatius al Starwisp però utilitzant veles de fibra de carboni van calcular poder arribar a un 20% de la velocitat de la llum, si bé acceptant que, de moment, la tecnologia necessària per dur a terme pertany encara a la ciència-ficció.
El JPL va començar a treballar sobre veles de microones l'any 2000. Una variant de vela grisa s'està estudiant per part dels germans Gregory i James Benford, de la universitat de Califòrnia a Irvine. La novetat consisteix a aplicar a la vela una pintura que s'evapori sota la radiació de microones. L'evaporació a alta temperatura de les partícules tindria el mateix efecte que el d'un motor de reacció, generant un impuls específic superior fins i tot al dels coets de combustible disponibles al començament del segle xxi. Mitjançant aquest mètode, els encarregats del projecte han calculat que podrien enviar una sonda a Mart en només un mes, aconseguint una velocitat de 60 km/s en només una hora. Un altre avantatge d'utilitzar material evaporable és que no impedeix que, un cop evaporada la pintura, la vela pugui funcionar com una vela fotònica convencional, augmentant la seva velocitat un cop allunyada de la Terra. Els càlculs preliminars no descarten que amb aquest mètode es puguin aconseguir velocitats de l'ordre de 10.000 km/s. De moment però es tracta només d'un concepte en fase experimental.

### Veles de plasma

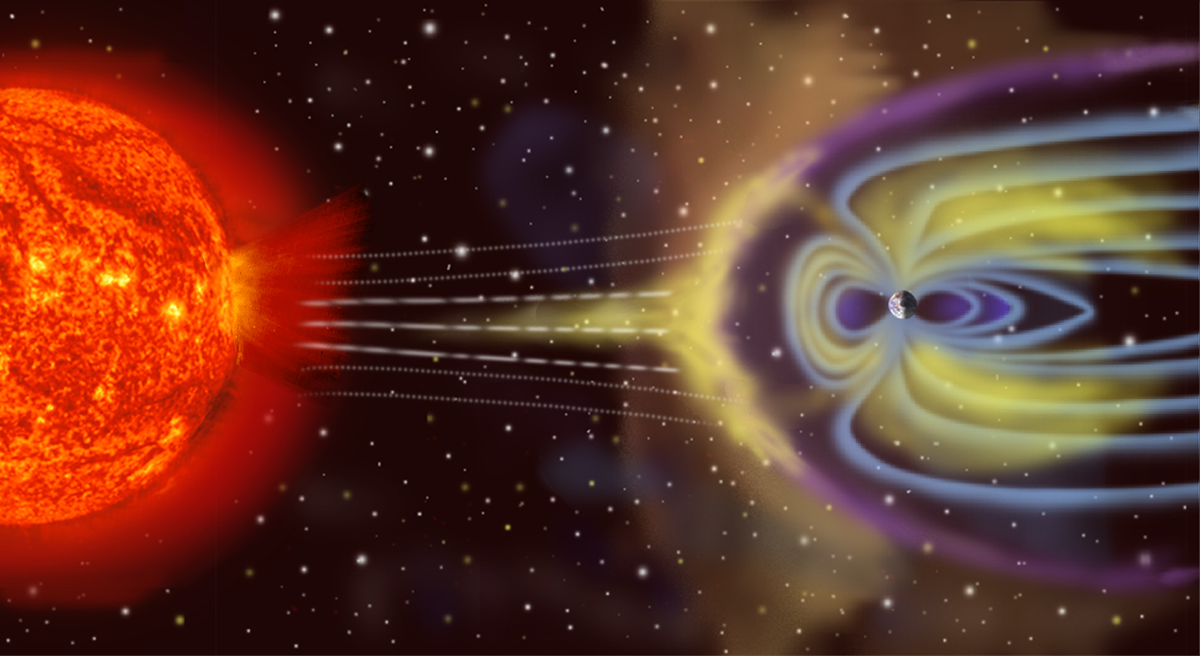
La magnetosfera terrestre, empesa pel vent solar.

L'ús del terme vela i la seva associació amb els vaixells ha donat lloc a equívocs, ja que, al contrari de la creença popular, no és el vent solar el que impulsa la nau, sinó la pressió de la radiació lluminosa de l'estrella. No obstant això, existeix una altra tecnologia que, tot i no ser estrictament una vela, es coneix també com "vela solar", i que sí que utilitza el vent solar per impulsar-se. Aquest altre tipus de veles es denominen genèricament veles de plasma, i poden ser al seu torn veles magnètiques (magsails en anglès) o veles elèctriques, en funció del tipus de camp que generin. Aquestes veles no són una superfície contínua, sinó que adopten la forma de malles o xarxes amb fils per les quals circula l'energia que crea el camp magnètic o elèctric. Aquestes veles han de ser de mides molt superiors a les veles fotòniques, ja que el vent solar produeix 5.000 vegades menys empenta que la pressió lluminosa, però a canvi, l'extensió efectiva de la vela depèn fonamentalment de la intensitat del camp generat, de manera que no cal construir físicament una xarxa tan extensa.
Tot i necessitar una superfície molt superior, alguns càlculs donen una relació pes-potència per a aquesta tecnologia propera als 600 kg/N, que estaria en el mateix ordre de magnitud que la relació pes/potència obtinguda amb una vela fotònica. Els càlculs sobre veles elèctriques també donen dades similars. No obstant això, les veles de plasma presenten multitud d'inconvenients encara sense resoldre, com la refrigeració, i impliquen una transmissió òptima de l'impuls experimentat en camp magnètic/elèctric de la vela cap a la nau; aspecte aquest últim que fins avui no s'ha pogut comprovar.

#### Magnètica
Una vela magnètica en forma d'esfera de 10 km de radi va ser dissenyada per Robert Zubrin el 1989. El model consistia a generar una magnetosfera al voltant de la nau, capaç de ser empesa pel vent solar. Càlculs posteriors semblen demostrar que el diàmetre mínim per a una magnetosfera viable en aquest sentit és de 100 km.
Un altre disseny basat en el mateix concepte és el realitzat per Robert Winglee, de la Universitat de Washington. En ell es genera un camp magnètic de 30 km de radi mitjançant un solenoide alimentat per panells fotovoltaics, i se li injecta plasma de tal manera que sigui capaç de reflectir el vent solar. Segons els càlculs de Winglee, un artefacte d'aquestes característiques obtindria vint vegades més impuls per cada quilo de combustible que la llançadora espacial.
No s'ha intentat provar cap disseny de vela magnètica, i el concepte (probablement per la seva complexitat tècnica) sembla haver perdut interès des de la seva aparició en la dècada dels anys 1980.

#### Elèctrica
El 2006 es va posar en marxa en el Kumpula Space Center un programa de desenvolupament per a un model de vela solar elèctrica concebut per Pekka Janhunen, de l'Institut Meteorològic Finlandès a Hèlsinki.
Aquesta vela està formada per una xarxa de cables que generen un camp elèctric. El plasma solar reacciona amb aquest camp de forma similar a com ho faria amb una superfície material.
El disseny de Pekka Janhunen consta d'entre 50 i 100 fils radials d'una longitud d'uns 20 km cada un, i el seu interès rau en la forma de disminuir la massa de la "vela", ja que malgrat que el cable té un gruix d'unes poques micres, gràcies al camp elèctric generat l'amplada efectiva de cada fil seria de 50 metres, obtenint així una relació pes/àrea milers de vegades inferior al de les veles fotòniques. Malgrat això, tenint en compte que l'empenta del vent solar és també milers de vegades inferior a la de la radiació solar, les prestacions d'aquest disseny són similars a les de les veles fotòniques. El disseny de Janhunen pot impulsar 200 kg de càrrega útil a una velocitat de 30 km/s encara que si es reduís la càrrega, es podrien arribar als 100 km/s.
Una altra tècnica de propulsió elèctrica ha estat suggerida per Mason Peck, de la Universitat Cornell. La nau de Peck també estendria una xarxa de cables carregats, sensible a la força de Lorentz exercida pels camps magnètics en rotació al voltant de la Terra. Aquesta força és útil en òrbites relativament baixes dels planetes, i es podria combinar amb el seu ús com vela elèctrica un cop allunyada del planeta.

## Materials

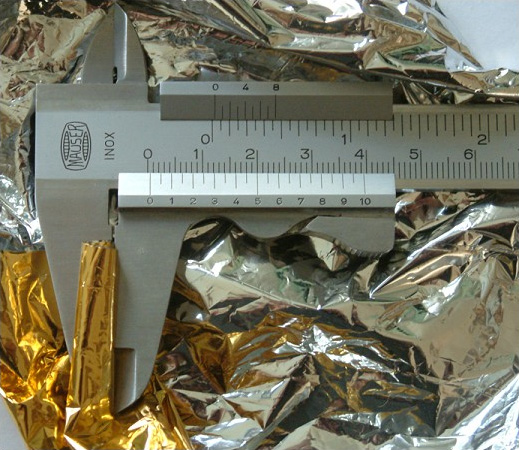
Tereftalat de polietilè metal·litzat, el material més econòmic amb el qual s'assagen veles solars.

L'eficiència de les veles solars està íntimament lligada a la lleugeresa dels materials emprats, que estan encara en fase d'estudi i experimentació.
A la pràctica, les veles solars més utilitzades en les proves són làmines plàstiques aluminiades: el material més usat és una làmina aluminiada de 2 micres de gruix, fabricada amb un polímer de la imida (poliamida) anomenat Kapton, desenvolupat i fabricat industrialment per l'empresa Dupont. A aquest material també se l'anomena CP-1, i és unes 50 vegades més fi que un full de paper, i entre 5 i 15 vegades més fi que el paper d'alumini d'ús domèstic.
Tot i que el Kapton suporta bé la radiació i temperatures de fins a 400 °C, l'alumini suporta més de 600 °C, de manera que una de les tecnologies que s'estudien per obtenir làmines més fines consisteix a utilitzar el Kapton com a suport de l'alumini, i un cop desplegada la vela, deixar que el plàstic es cremi durant l'aproximació al sol o per altres mètodes, obtenint així veles de molt baix pes. Altres alternatives proposen polvoritzar una finíssima capa d'alumini sobre el plàstic, mantenint aquest com a protecció contra possibles esquinços produïts per micrometeorits.
Un altre material també molt emprat és el que va utilitzar la sonda Cosmos 1, compost per un tipus de PET d'orientació biaxial (boPET) de 5 micres; gruix unes quatre vegades menor que el d'una bossa de plàstic. Aquest material, també conegut com a Mylar, és sotmès a un procés d'aluminiat per reflectir la llum solar, i té l'avantatge de ser molt barat i fàcil d'obtenir, encara que només servirà a efectes de proves, ja que no és prou durador per a viatges llargs.
Estudis del Dr Geoffrey Landis finançats per la NASA el 1998, van mostrar que per a altres fonts d'energia existien materials més adequats: l'alúmina per a veles propulsades per làser, i la fibra de carboni per veles impulsades per microones. Aquestes últimes, denominades també veles grises, podrien funcionar també amb llum solar, absorbint la radiació i emetent-la posteriorment en forma de radiació infraroja.

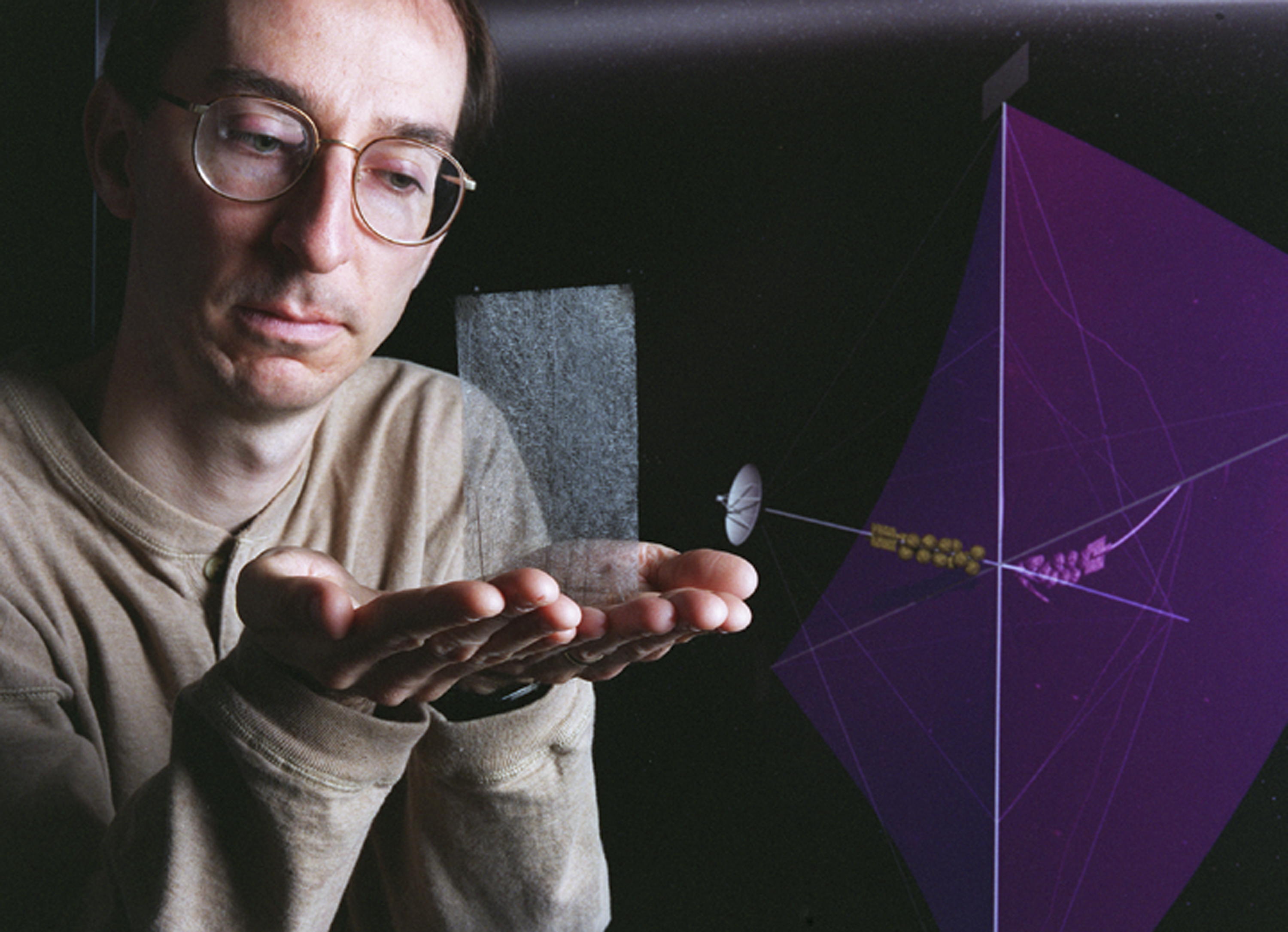
Mostra de làmina de fibra de carboni, proposta com a material per a una vela solar del tipus "vela grisa".

L'any 2000, l'empresa californiana Energy Science Laboratories, Inc., va desenvolupar un nou material de fibra de carboni que tot i ser 200 vegades més gruixut que els materials utilitzats en les veles solars convencionals és tan porós que aconsegueix el mateix pes per unitat de superfície, amb l'avantatge de resultar molt més resistent que les veles plàstiques. El material podria autodesplegarse en ventall, i suportar temperatures de fins a 2.500 °C.
Els dissenys de materials més eficients en relació pes-potència corresponen als models teòrics de 2007 realitzats per Eric Drexler: la vela és d'alumini reflectant, de gruixos compresos entre 30 i 100 nanòmetres (unes cent vegades més fina que els materials utilitzats en la primera dècada del segle XXI). Per alleugerir encara més el pes, aquesta làmina té orificis de mida inferior a la meitat de la longitud d'ona de la llum incident. Aquest disseny oferia acceleracions un ordre de magnitud per sobre respecte als dissenys amb làmines plàstiques, però, encara que aquest material ja ha estat creat, de moment ha mostrat ser massa delicat per sobreviure al llançament i posterior desplegament.
S'ha especulat amb la possibilitat de produir làmines utilitzant tècniques d'enginyeria molecular basades en xarxes de nanotubs, amb cel·les inferiors a la meitat de la longitud d'ona de la llum incident sobre la vela. Encara que aquest tipus de materials només s'ha produït en condicions de laboratori, i la seva aplicació a escala industrial està encara llunyana, aquests materials podrien arribar a pesar menys de 0,1 g/m  2 , més de trenta vegades més lleugers que els materials disponibles a la primera dècada del segle XXI. A tall de comparació, les veles solars de PET d'orientació biaxial (boPET) de 5 micres de gruix pesen 7 g/m  2 , les veles de Kapton aluminitzat 12 g/m  2 , i les noves làmines de fibra de carboni del Energy Science Laboratories pesen 5 g/m  2 , mentre que el paper d'alumini domèstic té un pes superior als 30 g/m  2 .

## Veles a la ciència-ficció

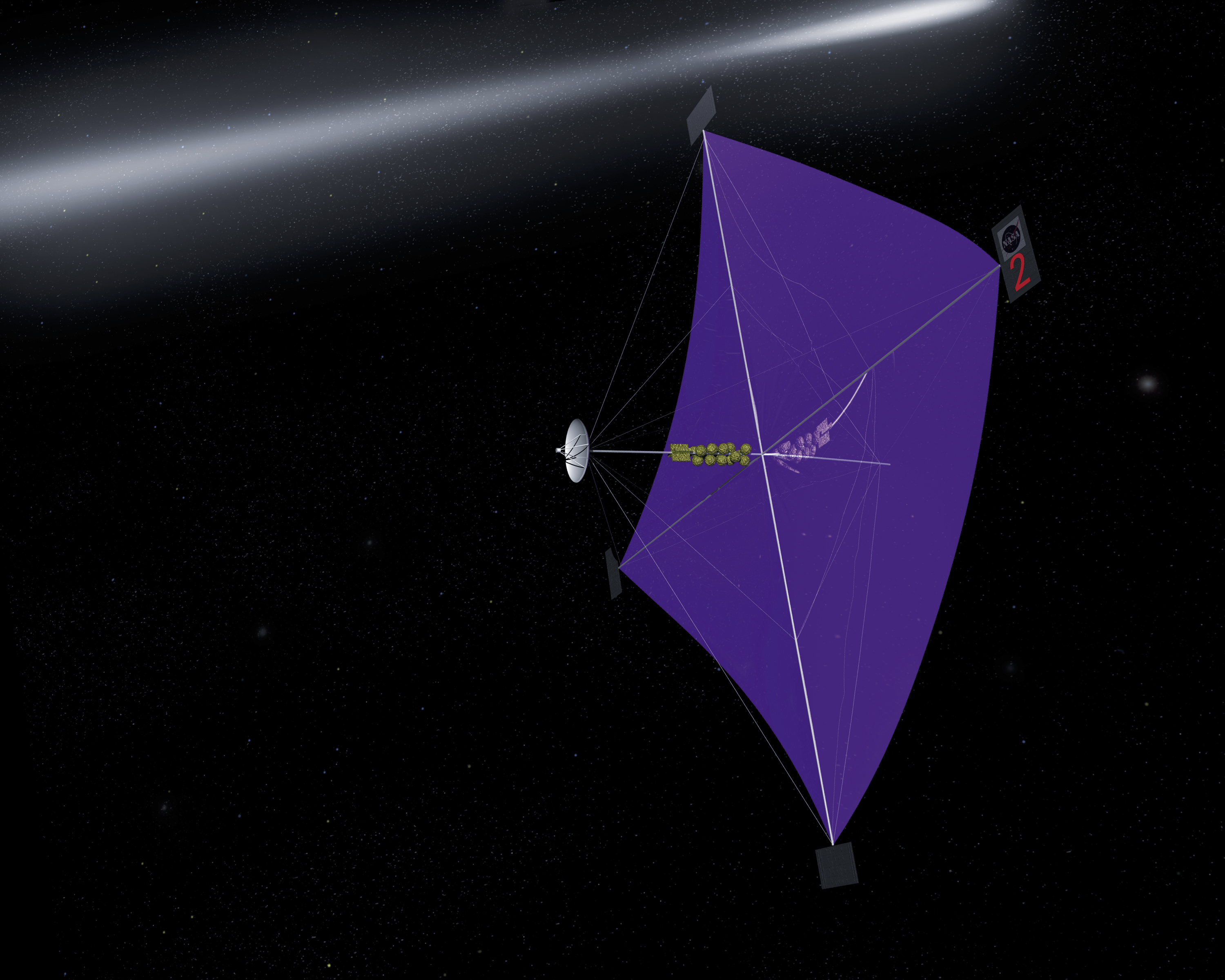
Representació artística d'una vela solar.

L'aparició dels velers solars en la ciència-ficció data de principis de segle xx, però no pren força fins a la dècada dels 70. L'escriptor Arthur C. Clarke és un dels autors que més protagonisme ha dedicat en les seves obres a aquesta tecnologia en potència.

### Llibres
- Extraordinàries aventures d'un savi rus, de Fora i Grafinia (1889-1896)[68] és probablement el primer llibre on es fa referència a velers solars.[69]
- The lady who sailed the sun, de Cordwainer Smith (1960). Un dels primers relats en què apareixen veles solars, probablement inspirades en l'article de Carl Wiley de 1951.[67]
- El planeta dels simis, de Pierre Boulle (1963). El llibre que va donar origen a la famosa pel·lícula homònima descrivia la nau en la qual viatjaven els protagonistes amb una vela "miraculosament fina i lleugera, travessant l'espai propulsada per la pressió de la radiació solar ".[67]
- Sunjammer, de Arthur C. Clarke (1964). Tracta a fons el tema dels viatges mitjançant veles solars, descrivint mitja dotzena de models de veler.[67] La història narra una carrera de velers entre la Terra i la Lluna, i va ser reeditada posteriorment juntament amb altres històries sota el títol  Vent del Sol, el 1972.[19]
- Sunhammer, de Poul Anderson (1964). Un mes després de la publicació d'A C. Clark, es va escriure aquesta història amb el mateix nom, incloent-hi també gran detall tècnic en la descripció de les naus.[67]
- Ringworld, de Larry Niven (1970). Moltes naus d'aquest llibre són velers impulsats per làser,[70] i també s'empra el vent solar.[71]
- The Fountains of Paradise, de Arthur C. Clarke, (1979). Conté un capítol complet dedicat a una sonda extraterrestre en forma de veler, molt detallada.[72]
- The Mote in God's Eye, de Larry Niven i Jerry Pournelle, (1975). Sobre un primer contacte amb una civilització extraterrestre, que arriba en un veler solar[67] impulsat per làser.[72]
- Windhaven, de George R. R. Martin and Lisa Tuttle (1981).[67]
- Across the sea of suns, de Gregory Benford (1984). Planteja l'ús de veles solars per impulsar asteroides.[72]
- Flight of the Dragonfly, de Robert L. Forward (1984). Apareixen velers impulsats i frenats per la pressió solar o per làsers. La novel·la s'ampliarà posteriorment, sent publicada novament sota el títol Rocheworld.[67]
- Mundos en el abismo de Juan Miguel Aguilera i Javier Redal (1988). Descriu velers del tipus heliogiro[72] en viatges interestel·lars.
- The World At The End Of Time (1992), de Frederik Pohl. S'utilitzen naus mixtes proveïdes de veles fotòniques i motors d'antimatèria.[72]

### Pel·lícules
- A la pel·lícula Tron de 1982, El "Solar Sailer" era una nau amb veles en forma de papallona que es movia a través d'un raig de llum.
- La sèrie Enlightenment (1983), de la saga Doctor Who, descriu una cursa de velers solars.
- A la sèrie Star Trek: Deep Space Nine del 1995, apareixia un vaixell a llum dissenyat per usar el vent solar per sortir del sistema solar sense motor.
- La pel·lícula El planeta del tesoro (2002) produïda per Walt Disney, té un veler anomenat R.L.S. Legacy com nau principal.
- En la saga de La Guerra de les Galàxies, el Comte Dooku posseeix un veler solar que fa una breu aparició en pantalla en l'Episodi II (2002)